# 約翰·西姆
約翰·羅納德·西姆（1970年7月10日—），英格蘭男演員、導演及音樂家。知名演出角色如電視劇《迴轉幹探》（2006年至2007年）的主角山姆·泰勒、《神秘博士》（2007年、2009年至2010年、2017年）的法師以及《神探格雷斯》（2021年至今）的主角羅伊·格雷斯（Roy Grace）。其他電視作品如《湖泊》（1997年至1999年）、《罪與罰》（2002年）、《政局密雲》（2003年）、《流亡》（2011年）和《追捕》（2014年）；電影作品則有《週末狂歡》（1999年）、《奇境》（1999年）、《24小時狂歡派對》（2002年）和《等待幸福的每一天》（2012年）。

## 個人生活
2004年4月，西姆與演員凱特·瑪蔻溫在迪恩森林結婚。兩人曾數次同台演出。夫妻倆育有一子一女。
西姆是曼徹斯特聯足球俱樂部的支持者。

## 外部連結
- 約翰·西姆在互联网电影资料库（IMDb）上的資料（英文）
- The Man Who Fell to Earth （页面存档备份，存于）, Sunday Telegraph interview 2007-08-05